# Laura Weinstein
Laura Frida Weinstein (Bogotá, 1962 - 2 de enero de 2021) fue una historiadora colombiana y activista por los derechos de las personas trans. Desde 2010 hasta su fallecimiento coordinó el trabajo de la Fundación Grupo de Acción y Apoyo a personas Trans (GAAT), espacio de orientación creado en 2008.

## Biografía
Laura Weinstein nació en Bogotá en 1962. Su familia llegó a Colombia en los años 1940 huyendo del antisemitismo de la Alemania nazi. A los cinco años de edad expresó su identidad de género como mujer. Pasó una dura infancia, en la que convivió con el acoso escolar y continuas visitas a consultas sicológicas. Con 17 años de edad viajó a Israel donde estudió historia judía. A los 20 años decidió empezar con una terapia de sustitución hormonal, y a los 37 inició su transición.
Su primer contacto con el activismo LGBT fue a través de la creación de Travestis Bogotá, un grupo en Yahoo! donde se plantearon discusiones sobre identidades de género no hegemónicas. Posteriormente fundó el grupo Transrevolucionando Géneros y la coalición de organizaciones trans Aquelarre Trans.
En 2009 se unió a la Fundación Grupo de Acción y Apoyo a Personas Trans (GAAT), espacio de orientación creado en 2007. Un año después, en 2010, pasó a ser la coordinadora del grupo con el cargo de directora ejecutiva. Junto al GAAT, fue una de las participantes en las acciones políticas y de asesoramiento a los ministerios de Interior y de Justicia que llevaron a la promulgación del Decreto 1227 de 2015, que permite el cambio de sexo en el cédula de ciudadanía.
Falleció el 2 de enero de 2021 por complicaciones respiratorias tras haberse contagiado de COVID-19 durante la pandemia de esta enfermedad.

## Homenajes
En junio de 2023, en la localidad de Suba, fue inaugurada la Casa LGBTI Laura Weinstein Zona Norte con la presencia de la alcaldesa de Bogotá Claudia López. La casa, que se estima atenderá a unas 600 personas al año, es la quinta que funciona en la zona bogotana.